# 迪米特里·巴斯库
迪米特里·巴斯库（法語：Dimitri Bascou，1987年7月20日—），生于馬提尼克，法国男子跨栏运动员，他曾以13.24秒的成绩赢得2016年夏季奥林匹克运动会男子110米栏铜牌。

## 外部連結
- 迪米特里·巴斯库在的頁面